# بايرون هوت سبرينغز
بايرون هوت سبرينغز (بالإنجليزية: Byron Hot Springs) هو منتجع صحي تاريخي مهجور يقع بالقرب من بلدة بايرون في مقاطعة كونترا كوستا بولاية كاليفورنيا الأمريكية. اشتهر في أوائل القرن العشرين كمنتجع فاخر يجذب المشاهير والسياسيين والأثرياء من جميع أنحاء البلاد.

## التاريخ
تم افتتاح المنتجع لأول مرة في عام 1889 بعد اكتشاف ينابيع المياه الحارة في المنطقة. تعرض الفندق الأصلي لحريق، وأُعيد بناؤه مرتين، آخرها في عام 1914، حيث أصبح واحدًا من أفخم المنتجعات في الساحل الغربي.
خلال فترة ذروته، استضاف المنتجع العديد من الشخصيات البارزة مثل جون واين وكلارك غيبل وآخرين. ومع ذلك، دخل الفندق في حالة من التدهور بعد فترة الكساد الكبير، وأُغلق رسميًا في عام 1938.
أثناء الحرب العالمية الثانية، استولت الحكومة الأمريكية على الموقع وحولته إلى مركز اعتقال واستجواب للأسرى الألمان واليابانيين المشتبه فيهم بالتجسس.
بعد الحرب، تم استخدام المبنى لفترات قصيرة لأغراض مختلفة، لكنه دخل في حالة خراب منذ سبعينيات القرن العشرين وأصبح موقعًا مهجورًا.

## الوضع الحالي
لا تزال بقايا الفندق قائمة حتى اليوم، ويُعد الموقع وجهة للمستكشفين الحضريين والمهتمين بالتاريخ، على الرغم من كونه ملكية خاصة والدخول إليه غير قانوني بدون إذن.